# Rodeo (Chile)
Rodeo är en idrott och underhållningsform kretsande kring hästar och boskap. Den härstammar från Chiles huasokultur.